# Österreichischer Musiktheaterpreis 2022

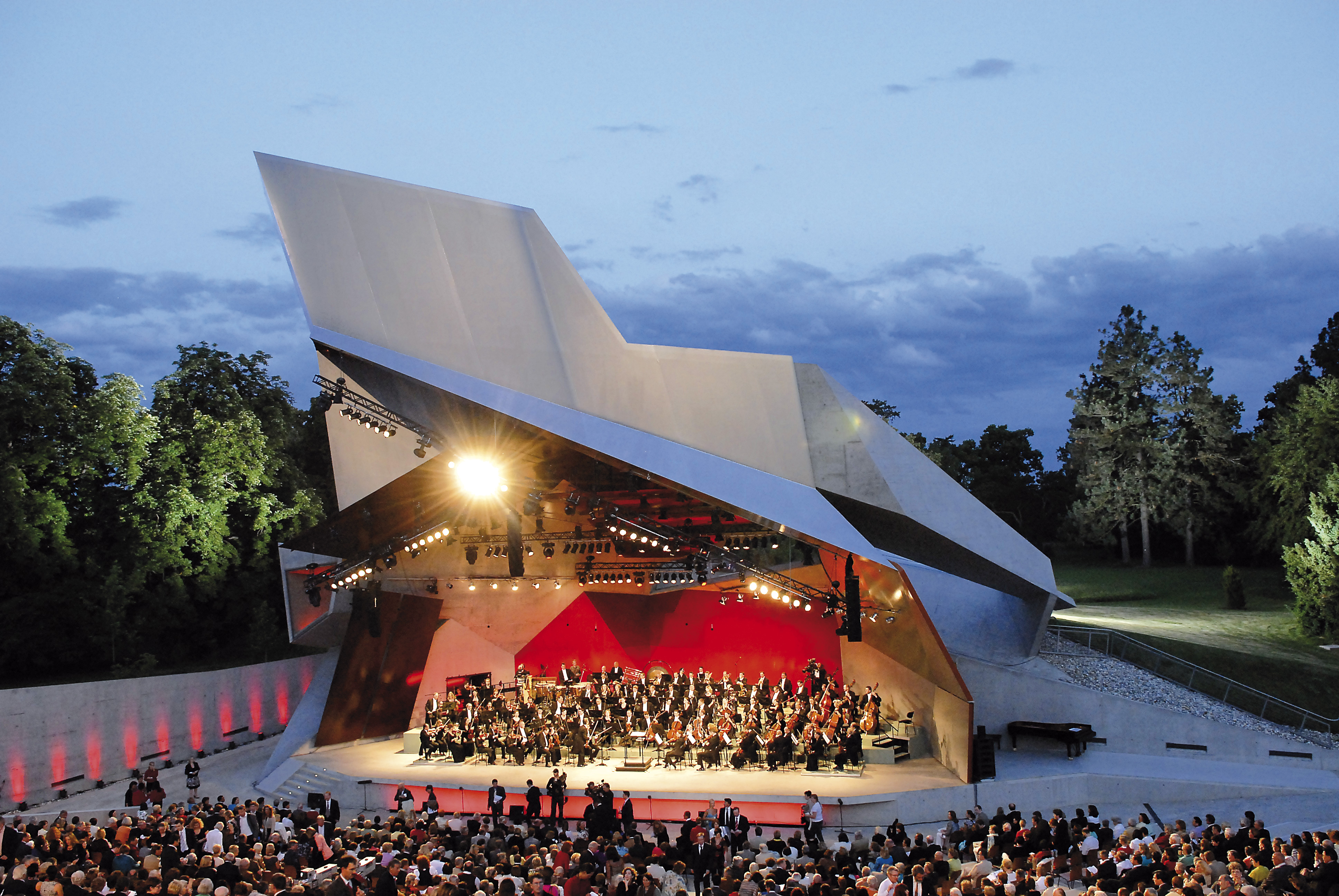
Ort der Verleihung: Der Wolkenturm des Schlosses Grafenegg

Der Österreichische Musiktheaterpreis 2022 ist die zehnte Verleihung des Österreichischen Musiktheaterpreises. Die Verleihung fand am 13. September 2022 im Wolkenturm des Schlosses Grafenegg statt und wurde von Christoph Wagner-Trenkwitz moderiert.
Mit zehn Nennungen für sechs Produktion erhielt die Wiener Staatsoper die meisten Nominierungen. Sieben Nominierungen erhielt das Theater an der Wien, vier davon für Porgy and Bess. Jeweils vier Mal nominiert wurden die Salzburger Festspiele, die Oper Graz und die Volksoper Wien.
Der Preis wurde 2022 in 13 Kategorien, für das Lebenswerk und in verschiedenen Sonderkategorien verliehen.

## Jury
- Heinz Sichrovsky (News, ORF) – Vorsitz[3][6]
- Joachim Leitner (Tiroler Tageszeitung) – Vorsitz
- Miriam Damev (Der Standard)
- Boris Priebe (Felix Bloch Erben)
- Johannes Enzinger (Kronen Zeitung)
- Daniel Lohninger (NÖN)
- Michael Wruss (Oberösterreichische Nachrichten)
- Nikolaus Immanuel Köhler (Art Quarterly)
- Peter Jarolin (Kurier)
- Robert Quitta (L’Opera)

## Preisträger und Nominierte

### Beste weibliche Hauptrolle
Anna Netrebko – Macbeth (Lady Macbeth) – Staatsoper Wien
- Nadja Stefanoff – Die Passagierin (Marta) – Oper Graz
- Ilona Revolskaya – i capuleti e i montecchi (Giulietta) – Landestheater Linz
- Slávka Zámečníková – Poppea (Poppea) – Staatsoper Wien

### Beste männliche Hauptrolle
Georg Zeppenfeld – Parsifal (Gurnemanz) – Staatsoper Wien
- Ludovic Tézier – Parsifal (Amfortas) – Staatsoper Wien
- Eric Greene – Porgy and Bess (Porgy) – Theater an der Wien
- Florian Stern – Der Leuchtturm (Sandy) – Tiroler Landestheater Innsbruck

### Beste weibliche Nebenrolle
Katherine Lerner – Twice Through the Heart (Woman) – Landestheater Linz
- Olivia Cosío – Cinderella (Zibaldona) – Salzburger Landestheater
- Kate Lindsey – Poppea (Nerone) – Staatsoper Wien
- Susanna von der Burg – Katja Kabanowa (Kabanicha) – Tiroler Landestheater Innsbruck

### Beste männliche Nebenrolle
Freddie de Tommaso – Macbeth (Macduff) – Staatsoper Wien
- Markus Butter – Die Passagierin (Tadeusz) – Oper Graz
- Boris Pinkhasovich – Madame Butterfly (Sharpless) – Staatsoper Wien
- Tiziano Cracci – il Barbiere di Siviglia (Bartolo) – Stadttheater Klagenfurt

### Beste Gesamtproduktion Oper
Der feurige Engel – Theater an der Wien
- Intolleranza 1960 – Salzburger Festspiele
- Porgy and Bess – Theater an der Wien
- Die Zauberflöte – Volksoper Wien

### Beste Gesamtproduktion Operette – Musical – Revuetheater
Zaza – Theater an der Wien
- Cabaret – Salzburger Landestheater
- Die Fledermaus – Operette Langenlois
- Sweet Charity – Volksoper Wien

### Beste Gesamtproduktion Tanz
- ImPulsTanz – Vienna International Dance Festival

### Beste musikalische Leitung
Philippe Jordan für die Saison – Staatsoper Wien
- Teodor Currentzis – Don Giovanni – Salzburger Festspiele
- Wayne Marschall – Porgy and Bess – Theater an der Wien
- Gerrit Prießnitz – Leyla und Medjnun – Volksoper Wien

### Beste Regie
Andrea Breth – Der feurige Engel – Theater an der Wien
- Robert Carsen – Il Trionfo del Tempo del Disinganngo – Salzburger Pfingstfestspiele
- Jan Lauwers – Intolleranza 1960 – Salzburger Festspiele
- Romeo Castellucci – Don Giovanni – Salzburger Festspiele

### Beste Ausstattung
Katrin Lea Tag – Porgy and Bess – Theater an der Wien
- Etienne Pluss und Irina Spreckelmeyer – Die Passagierin – Oper Graz
- Dieter Richter und Meentje Nielsen – Katja Kabanowa – Tiroler Landestheater Innsbruck
- Jan Meier – Die Zauberflöte – Volksoper Wien

### Bester Nachwuchs
Vera-Lotte Boecker – Carmen (Micaela) – Staatsoper Wien
- Anita Rosati – Idalma (Dorilla) – Innsbrucker Festwochen der Alten Musik
- Mario Lerchenberger – Der Korridor (The Man/Orpheus) – Oper Graz
- Adam Palka – Faust (Mephistopheles) – Staatsoper Wien

### Jugend / Universität / Musik Akademie Produktion
- Sommerakademie der Wiener Philharmoniker, Oper Graz und MUK Wien[1][10]

### Off-Theaterpreis
- Tristan Experiment an der Kammeroper Wien

### Sonderpreis „Lebenswerk“
- Gundula Janowitz[1][10]

### Sonderpreis „Internationales Kulturengagement“
- Seiji Ozawa[1][10]

### Sonderpreis „Internationaler Medienpreis“
- Elīna Garanča[11]

### Sonderpreis „Courage und Ermutigung in der Pandemie“
- Initiative Wir spielen für Österreich[12]

### Sonderpreis „Beste internationale Musiktheaterproduktion“
- Lucia di Lammermoor am Opernhaus Zürich[13]

### Sonderpreis „Musicalkomposition“
- Sylvester Levay – 30 Jahre Elisabeth

### Sonderpreis „Orchester“
- Tonkünstler-Orchester Niederösterreich[2]

### Sonderpreis „Chor“
- Wiener Sängerknaben

### Sonderpreis „Festival“
- Grafenegg Festival[2]